# USS LST-1079
O USS LST-1079 foi um navio de guerra norte-americano da classe LST que operou durante a Segunda Guerra Mundial.